# 圣巴泰勒米勒梅伊
圣巴泰勒米勒梅伊（法語：Saint-Barthélemy-le-Meil，法語發音：[sɛ̃ baʁtelemi lə mɛj]）是法国阿尔代什省的一个市镇，属于罗讷河畔图尔农区。

## 地理
圣巴泰勒米勒梅伊（44°53'5"N, 4°29'53"E）面积7.35 平方千米，位于法国奥弗涅-罗讷-阿尔卑斯大区阿尔代什省，该省份为法国东南部内陆省份，北起顺时针与卢瓦尔省、伊泽尔省、德龙省、沃克吕兹省、加尔省、洛泽尔省和上盧瓦爾省接壤。
与圣巴泰勒米勒梅伊接壤的市镇（或旧市镇、城区）包括：博韦讷、圣克里斯托尔、圣米歇尔多朗斯、贝尔桑特。

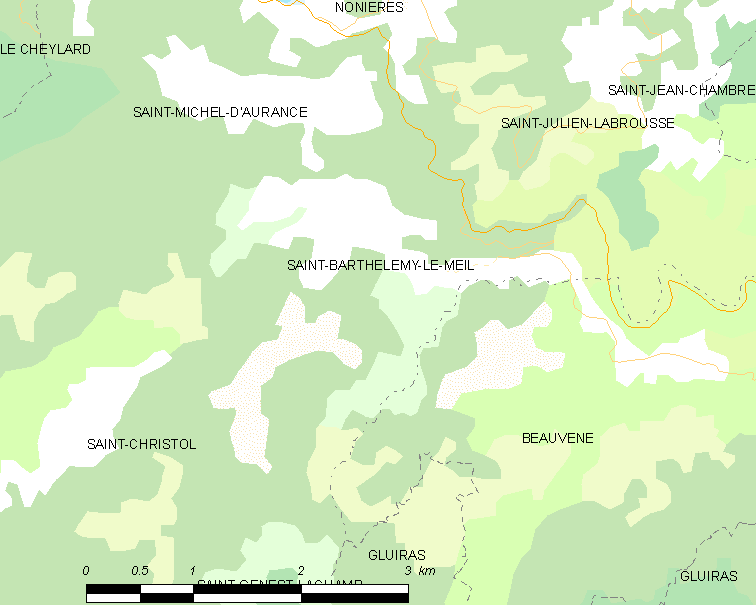
圣巴泰勒米勒梅伊的OSM定位图

圣巴泰勒米勒梅伊的时区为UTC+01:00、UTC+02:00（夏令时）。

## 行政
圣巴泰勒米勒梅伊的邮政编码为07160，INSEE市镇编码为07215。

## 政治
圣巴泰勒米勒梅伊所属的省级选区为上埃里约县。

## 人口

1962-2008年间圣巴泰勒米勒梅伊人口变化图示

圣巴泰勒米勒梅伊于2022年1月1日时的人口数量为203人。